# محمد حماقی
محمد حماقی (زاده ۴ نوامبر ۱۹۷۵) یک خواننده‌ی مصری است.
در سال ۲۰۱۰، او برنده جایزه "بهترین هنرمند عرب" موسیقی امتیوی اروپا و برنده جایزه موسیقی در سال ۲۰۰۶ برای "Ahla Haga Fiki" شد. جدیدترین اثر وی آدرنالین نیزمیباشد.

## آلبوم‌ها
| تاریخ آلبوم | عنوان                         | ناشر         |
| ----------- | ----------------------------- | ------------ |
| ۲۰۰۳        | خلینا نعیش                    | صوت الدلتا   |
| ۲۰۰۶        | خلص الکلام                    | صوت الدلتا   |
| ۲۰۰۷        | بحبک کل یوم اکتر (mini album) | صوت الدلتا   |
| ۲۰۰۸        | ناویها                        | صوت الدلتا   |
| ۲۰۱۰        | حاجة مش طبیعیة                | صوت الدلتا   |
| ۲۰۱۲        | من قلبی بغنی                  | نجوم ریکوردز |